# En Gev
ʿEin Gev (hebräisch עֵין גֵּב ʿEjn Gev auch ʿEin Gev) ist ein israelischer Kibbuz im Nordosten des Landes südwestlich der Golanhöhen. Er wurde am 6. Juli 1937 zur Zeit des britischen Palästinamandats als Turm-und-Palisaden-Siedlung gegründet. ʿEin Gev hatte 2018 680 Einwohner. Seit 1949 gehört ʿEin Gev zum Regionalverband ʿEmeq haJarden.

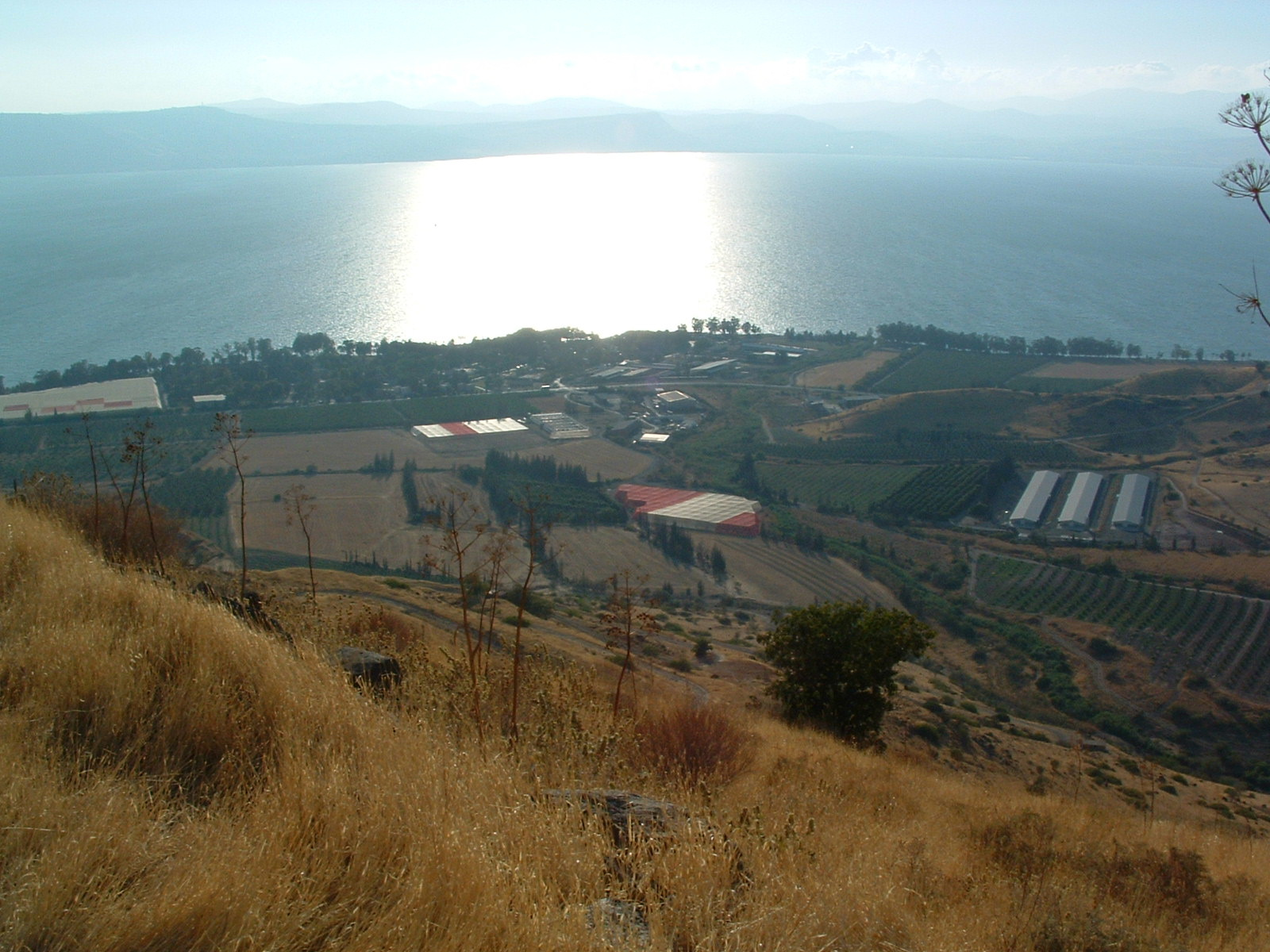
ʿEin Gev und der See Genezareth (Blick Richtung Westen)

ʿEin Gev liegt etwa 60 km östlich von Haifa am Ostufer des Sees Genezareth und hat ca. 350 Einwohner. Der Kibbuz liegt unterhalb des 1967 von Israel eroberten Gebietes des Golan.
Die Einwohner leben hauptsächlich von der Landwirtschaft (Milchwirtschaft, Anbau von Gemüse und anderen wasserintensiven Kulturen) sowie in geringerem Ausmaß vom Fischfang. Auch der Tourismus spielt eine zunehmende Rolle. Der Kibbuz bietet Gästen für Urlaubsaufenthalte unter anderem 96 Bungalows und ein Restaurant. Jährlich findet während des Pessachfestes das Musikfestival von ʿEin Gev statt. Zu diesem Zweck wurde eine Konzerthalle mit 2.500 Sitzen errichtet.